# Kung Fu VS Acrobatic
Pour plus de détails, voir Fiche technique et Distribution.
Kung Fu VS Acrobatic (摩登如來神掌, Ma deng ru lai shen zhang) est une comédie fantastique d'arts martiaux hongkongaise réalisée par Taylor Wong et sortie en 1990 à Hong Kong. C'est un hommage au film d'arts martiaux Buddha's Palm (« La Paume de Bouddha ») de 1964 avec Cho Tat-wah, qui tient également un rôle secondaire dans le film.
Il totalise 21 160 216 HK$ de recettes au box-office.

## Synopsis
Mo Tak-fai (Andy Lau) et son ami Lai Chi (Natalis Chan), deux employés d'une entreprise de publicité, se rendent en Chine pour voyage d'affaires. Chi fait passer des reliques en contrebande, ce qui les amène à être poursuivies par la police. Ils entrent dans une grotte pour échapper à leur arrestation, mais Chi est mordu par un serpent venimeux. Il trouve un remède appartenant à un ancien héros nommé Long Jianfei et le partage avec Tak-fai. Non seulement le remède les guérit mais il leur confère également des forces internes. Ils réveillent par la suite la princesse Yunluo (Joey Wong) et sa domestique Xiao Man (Cutie Mui (en)) de la dynastie Yuan après 800 ans de sommeil, tout en libérant un vil maître d'arts martiaux vieux de 200 ans, Tian Can (Yuen Wah).
Fai et Chi restent sceptiques sur ce qui s'est passé et ramènent les deux femmes à Hong Kong où Yunluo parvient à s'adapter très rapidement à la vie moderne. D'autre part, pour vaincre Tian Can, elle aide Fai à apprendre la technique de la « Paume de Bouddha », tandis que Chi, en raison de son manque de qualifications, excelle uniquement dans la technique des « Sept tranches rotatives ». Cependant, lorsque Tian Can débarque, il bat facilement Fai car celui-ci ne maîtrise pas la technique des « Dix Mille Bouddhas ». Tian Can le force à manger un ver à soie maudit, ce qui provoque de la douleur aux personnes qui le consomment quand Tian Can joue du tambour.
Le lendemain, Tian Can fait une virée en ville. Il vole de l'argent à un guichet automatique, menace Fai et Chi de se rendre chez leur patron et de capturer sa famille, et défait les policiers qui le poursuivent. Yunluo sauve les deux hommes mais Fai est finalement blessé par Tian Can. Heureusement, ils rencontrent Yim Chan, chef d’une puissante troupe chinoise surnaturelle, qui guérit Fai de ses blessures tout en lui transmettant de l’énergie. Quelques jours plus tard, Fai maîtrise enfin la technique des « Dix Mille Bouddhas ». Lui et ses amis affrontent Tian Can dans un ultime duel et Fai utilise les « Dix Mille Bouddhas » pour paralyser les capacités de Tian Can, devenant ainsi un véritable héros.

## Fiche technique
- Titre original : 摩登如來神掌
- Titre international : Kung Fu VS Acrobatic
- Réalisation : Taylor Wong
- Scénario : Wong Jing
- Photographie : David Chung, Gigo Lee et Chan Siu-kwan
- Montage : 	Robert Choi
- Musique : Lowell Lo et Sherman Chow
- Production : Jimmy Heung
- Société de production : Win's Movie Production
- Société de distribution : Newport Entertainment
- Pays d'origine :  Hong Kong
- Langue originale : cantonais
- Format : couleur
- Genre : comédie fantastique et arts martiaux
- Durée : 99 minutes
- Dates de sortie :
  - Hong Kong : 21 juillet 1990
  - Taïwan : 11 août 1990
  - Corée du Sud : 26 septembre 1990

## Distribution
- Andy Lau : Mo Tak-fai
- Natalis Chan : Lai Chi
- Joey Wong : la princesse Wan-lo
- Yuen Wah : Tin-chan
- Cutie Mui (en) : Siu-man
- Cho Tat-wah : Ku Se/Lung Kim-fei
- Lau Shun : Yim Chan
- Ngai Ping-lung : le patron de Mo Tak-fai
- Lau Chi-wing : le capitaine de police
- Shing Fui-on : le policier en moto
- Chan King : le trafiquant d'être humain
- San Kuai : Kao Li-chiu
- Kong Chuen : Kao Li-pa
- Lee Siu-kei : un homme de main de Pa
- Jameson Lam : un homme de main de Pa
- Lee Hang : un homme de main de Chiu
- Lam Foo-wai : un homme de main de Chiu
- Yiu Yau-hung : lehauffeur de taxi avec la clé à molette
- Kwan Hoi-san : un homme dans l'introduction (images de Buddha's Palm)
- Ko Lo-chuen : un homme dans l'introduction (images de Buddha's Palm)
- Chan Wai-yu : une femme dans l'introduction (images de Buddha's Palm)
- Yu So-chow : une femme dans l'introduction (images de Buddha's Palm)
- Lam Fung : une femme dans l'introduction (images de Buddha's Palm)
- Wong Chi-keung : le chauffeur de bus
- Chin Tsi-ang : la vieille femme avec un enfant dans le bus
- Hon San : le vendeur de trésors nationaux